# Emil von Oppenheim
Emil Freiherr von Oppenheim (* 22. Januar 1862 in Köln; † 4. Februar 1956 auf Jagdhaus Steffeln bei Gerolstein) war ein deutscher Bankier.

## Leben
Emil von Oppenheim war der dritte Sohn von Albert und Paula von Oppenheim. Er studierte ab 1881 Rechtswissenschaft an der  Kaiser-Wilhelms-Universität Straßburg. Wie schon sein Bruder Max von Oppenheim wurde er 1883 im Corps Palatia Straßburg aktiv. Als Inaktiver wechselte er an die Albert-Ludwigs-Universität Freiburg, die Ruprecht-Karls-Universität Heidelberg und die Philipps-Universität Marburg. 
Nach dem Referendarexamen in Köln und der Promotion zum Dr. iur. 1885 in Göttingen wurde er Kavallerieoffizier im Husaren-Regiment „König Humbert von Italien“ (1. Kurhessisches) Nr. 13 in Frankfurt-Bockenheim. Als Rittmeister der Reserve schied er später aus, um ab 1. Oktober 1882 in das väterliche Bankhaus Sal. Oppenheim in Köln einzutreten. Ihm stand er von 1893 bis 1913 vor, davon zehn Jahre als Seniorchef. 1894 heiratete er Freiin Maria von Pergler Perglas (1871–1959), mit der er drei Kinder hatte. Die Familie wohnte seit 1910 in dem zur Villenkolonie Köln-Marienburg gehörenden Palais Oppenheim. Nach 1913 ließ er sich als Rittergutsbesitzer auf Gut Ramersdorf nieder.
Oppenheim war Aufsichtsratsvorsitzender der Motorenwerke Mannheim AG und der Hilgers AG. Er war Aufsichtsratsmitglied der Westfälischen Eisen- und Drahtwerke AG und der Maschinenbau-Gesellschaft Karlsruhe. In der Rheinprovinz und der Provinz Westfalen war er Generalkonsul für das Königreich Italien (1894–1906) und das Königreich Sachsen (ab 1912).
Oppenheim erlebte fünf deutsche Staatsformen und starb mit 94 Jahren in Steffeln in der Eifel.

## Auszeichnungen
- Kommerzienrat
- Eisernes Kreuz am weißen Bande
- Landwehrdienstauszeichnung I. Klasse
- Eiserner Halbmond
- Ölberg-Kreuz
- Sächsisches Kriegsverdienstkreuz
- Großoffizier des Ordens der Krone von Italien
- Kommandeur des Ritterordens der Hl. Mauritius und Lazarus